# Fritz Honegger
Fritz Honegger (Hauptwil, 25 luglio 1917 – Zurigo, 4 marzo 1999) è stato un politico svizzero del Partito Liberale Radicale, consigliere federale dal 1977 al 1982 e Presidente della Confederazione nel 1982.